# L'été en pente douce
L'été en pente douce är en fransk dramakomedi från 1987 i regi av Gérard Krawczyk.
Filmen är baserad på Pierre Pelots roman med samma namn.

## Rollista i urval
- Jacques Villeret - Maurice "Mo" Leheurt
- Jean-Pierre Bacri - Stéphane Leheurt
- Pauline Lafont - Lilas
- Jean Bouise - Olivier Voke
- Guy Marchand - André Voke
- Jean-Paul Lilienfeld - Shawenhick
- Jacques Mathou - Jeannot
- Dominique Besnehard - Leval
- Claude Chabrol - prästen
- Patrick Braoudé - polisen